# 佐野藤右衛門
佐野 藤右衛門（さの とうえもん）は、庭師の名跡。京都・嵯峨野にある造園業「植藤」の当主が襲名する。藤右衛門は、天保3年（1832年）より代々、仁和寺御室御所の造園を担ってきた。第14代（1874-1934）からサクラの育成を手掛け、第15代（1900-1981）、第16代（1928-）の3代にわたって「桜守（さくらもり）」として知られている。祇園枝垂桜（円山公園のシダレザクラの名木）、ケンロクエンキクザクラ、イチハラトラノオ、オオサワザクラなどの多くのサクラの栽培品種が、桜守の佐野藤右衛門に見いだされて増殖されて全国にその名が広まった。

## 第14代 佐野藤右衛門
1874年生まれ。京都府立植物園主任技師・寺崎良策の教示と西本願寺・大谷光瑞の応援をえて、日本全国をめぐり桜の収集にあたる。第14代が存命の明治時代には、近代化政策により都市の水路・街路・大名庭園などが再開発され、サトザクラ群などの多くのサクラの栽培品種が伐採されて絶滅の危機に瀕していた。第14代はそれらの栽培品種が収集されて保存されていた荒川堤からサクラを取り寄せて増殖したり、平野神社、仁和寺、兼六園、東京帝国大学などの全国から珍しいサクラの栽培品種や名木を収集して増殖、多くのサクラの品種の保護と育成に努めた。1934年8月31日死去、61歳。

## 第15代 佐野藤右衛門
1900年10月7日生まれ。京都市立第二商業学校卒業。父に続いて桜の収集・研究に打ちこむ。1930年、広沢池にあったヤマザクラの実生苗を育て約1万本から品種を選抜、牧野富太郎により「佐野桜」（Cerasus jamasakura var. jamasakura ‘Sanozakura’）と名づけられた。京都円山公園の枝垂れ桜を育てたほか、優良品種の保存・育成に尽くした。1972年吉川英治文化賞受賞。1981年5月19日死去、80歳。著作に「桜花抄」「桜守二代記」など。

## 第16代 佐野藤右衛門

### 略歴
当代の第16代 佐野藤右衛門（1928年（昭和3年）4月1日 - ）は、日本の造園家、作庭家。祖父である第14代藤右衛門が始めた日本全国のサクラの保存活動を継承し、「桜守」としても知られる。京都府京都市生まれ。京都府立農林学校（現・京都府立大学）卒業。造園業「株式会社植藤造園」の会長。桂離宮、修学院離宮の整備を手がける。パリ・ユネスコ本部の日本庭園をイサム・ノグチと協力して造る。1997年（平成9年）、ユネスコからピカソ・メダルを授与された。1989年（平成元年）に黄綬褒章、1999年（平成11年）に勲五等双光旭日章を受章。2005年（平成17年）には、京都迎賓館の庭園を棟梁として造成。2007年（平成19年）京都府文化賞功労賞、2012年（平成24年）みどりの文化賞、2020年（令和2年）京都市文化功労者。

### 著書
- 『桜花抄』、誠文堂新光社、1970年。
- 『桜守二代記』、講談社、1973年4月。
- 『さくら大観』、佐野藤右衛門、1990年4月。
- 『京の桜』、佐野藤右衛門1993年4月。
- 『桜のいのち庭のこころ』、草思社、1998年4月。
  - 『桜のいのち庭のこころ』、ちくま文庫、2012年4月。
- 『木と語る Shotor library』、小学館、1999年11月。
- 『桜よ 「花見の作法」から「木のこころ」まで』、集英社、2001年2月。
  - 『桜よ 「花見の作法」から「木のこころ」まで』、集英社文庫、2004年2月。
- 水野丹石著、佐野藤右衛門監修『徹底 京都桜めぐり』、講談社、2009年2月。
- 『桜守のはなし』、講談社、2012年3月。